# دیمیتری شامپیون
دیمیتری شامپیون (فرانسوی: Dimitri Champion‎؛ زادهٔ ۶ سپتامبر ۱۹۸۳) دوچرخه‌سوار اهل فرانسه است.
از باشگاه‌هایی که در آن رکاب زده‌است می‌توان به تیم دوچرخه‌سواری دیرکت انرژی، تیم دوچرخه‌سواری فورتونئو–اسکارو، آژ۲آر لا موندیال، و تیم دوچرخه‌سواری فورتونئو–اسکارو اشاره کرد.